# Каліскі (гміна Пшесмики)
Каліскі (пол. Kaliski) — село в Польщі, у гміні Пшесмики Седлецького повіту Мазовецького воєводства.
Населення — 81 особа (2011).
У 1975-1998 роках село належало до Седлецького воєводства.

## Демографія
Демографічна структура станом на 31 березня 2011 року:
|          | Загалом | Допрацездатний вік | Працездатний вік | Постпрацездатний вік |
| -------- | ------- | ------------------ | ---------------- | -------------------- |
| Чоловіки | 36      | 6                  | 22               | 8                    |
| Жінки    | 45      | 9                  | 17               | 19                   |
| Разом    | 81      | 15                 | 39               | 27                   |